# Autigny-la-Tour
Autigny-la-Tour – miejscowość i gmina we Francji, w regionie Grand Est, w departamencie Wogezy.
Według danych na rok 1990 gminę zamieszkiwało 175 osób, a gęstość zaludnienia wynosiła 11 osób/km² (wśród 2335 gmin Lotaryngii Autigny-la-Tour plasuje się na 870. miejscu pod względem liczby ludności, natomiast pod względem powierzchni na miejscu 305.).